# Trinquival

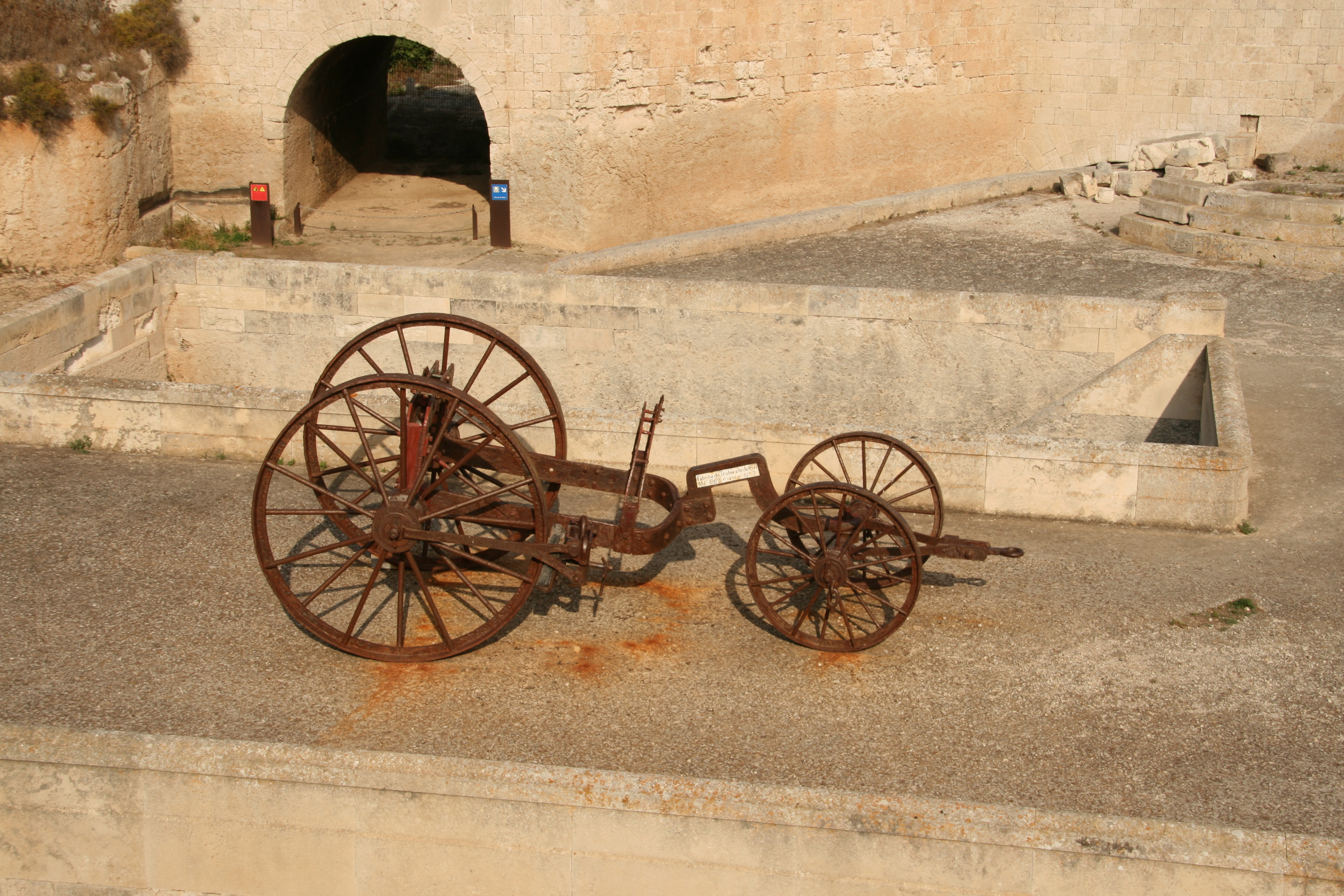
Trinquival

Se llama trinquival al juego delantero de un carro con el timón muy largo. 
Sirve para conducir la artillería y otros efectos a cortas distancias. Los hay grandes y medianos. Los grandes son tirados por caballerías y los más pequeños y ligeros se tiran a brazo. Se emplean en las faenas de los almacenes, talleres y parques militares. 